# Asyl arna
Asyl arna (каз. Асыл Арна перевод рус.  Благородный канал) — бывший казахстанский частный духовно-просветительский, семейный телеканал. Дата начала вещания — 1 сентября 2007 года. Вещал круглосуточно на казахском и русском языках.
Цель телеканала донести до телезрителей традиции казахского народа, а также национальные ценности в рамках традиционной религии. Проповедование моральных основ мусульманских ценностей наряду с национальными и человеческими качествами.
Телеканал имеет трехсторонный меморандум с Духовным управлением мусульман и Министерством по делам религий и гражданского общества Республики Казахстан.

## История
- 2007 год, сентябрь — При поддержке ДУМ РК создана студия «Асыл арна»
- 2008 год, июнь — Регистрация в МКИ РК как СМИ (Свидет. № 9467-Э)
- 2009 год, август — Телеканал «Асыл арна» начинает вещание по кабельным сетям
- 2009 год, август — начинает работать сайт www.asylarna.kz
- 2010 год, июнь — Телеканал «Асыл арна» начинает вещание по спутниковым каналам связи[3]
- 2021 год, январь — Телеканал «Асыл арна» прекратит своё вещание и заменит себя как «Talim TV».

## Программы
- Тәтті time
- По душам
- «Ой талқы»
- Сүбелі сөз (на русском языке)
- «Ғибратты ғұмырлар»
- «Маңызды мәселе» прямой эфир
- «Қазақ білсін»
- «Қазақстан мешіттері»
- «Пайғамбарлар қисасы»
- «Балалық шаққа саяхат»
- «Әдеп әліппесі»
- Семейный доктор
- «Жүректің көзі ашылса»
- Syrym Story
- «Кестелі орамал»
- «Сырласайық»
- «Жақсы кино»
- Қазақ спортының классиктері
- «Менің анам, менің әкем»
- «Қалақай»
- «Өнегелі өмір»
- «Парламент тынысы»
- «Құран оқып үйренейік»
- «Сау буын — салауатты өмір»
- «Шам түбіндегі ертегі»
- «Бабалар сөзі — өсиет»
- Үшінші мегополис
- Ел ішінен
- Иман шуағы
- Жұма мүбәрак
- Ерте, ерте, ертеде…
- «Жас қари»
- «Емен-жарқын»
- «Иман айнасы»
- «Құран құндылықтары»
- «Тәлім TREND»

### Фильмы и сериалы собственного производства
- 2016 «Үлкен үй 1 сезон» (10 серий)[4]
- 2017 «Үлкен үй 2 сезон» (10 серий)[5]
- 2017 «Үлкен үй 3 сезон» (10 серий)
- 2018 «Үлкен үй 4 сезон» (10 серий)
- 2019 «Үлкен үй 5 сезон» (10 серий)[6]
- 2017 «Сергелдең»[7]
- 2013 «Тастандылар»
- 2015 «Дода»
- 2016 «Бір келіншек» (10 серий)
- 2016 «Мұнаралы Еуропа» (2 серия)
- 2017 «Мұнаралы Америка»
- 2014 «Көке» (5 серии)